# Christiaan Frederik van den Berg
Christiaan Frederik van den Berg (Arnhem, 27 juli 1901 - Leusderheide, 29 juli 1943) was een Nederlands verzetsstrijder tijdens de Tweede Wereldoorlog.

## Verzet
Van den Berg was actief in het verzet in Den Haag. Hij was Kapitein van het Wapen der Infanterie en in het verzet was hij lid van de OD in 's-Gravenhage. Hij heeft baanbrekend werk verricht als inlichtingenofficier van deze belangrijke verzetsgroep en ook als leider van een sabotagegroep. Bovendien heeft hij, na contact te hebben gemaakt met een agent‐parachutist die eind december 1941 vanuit Engeland was gestuurd, samen met deze agent een dropzone voor sabotagemateriaal verkend en in kaart gebracht, waardoor het mogelijk werd dat eind februari 1942 een aanzienlijke hoeveelheid materiaal kon worden ontvangen. Bovendien heeft hij van deze agent een nieuw onderdeel voor zijn zender gekregen. Hij werd op 7 maart 1942 gearresteerd en is tijdens het OD‐proces II (proces Roëll) op 24 april 1942 ter dood veroordeeld. Tot juni 1943 heeft hij in het 'Oranjehotel' te Scheveningen gevangen zeten en is daarna overgebracht naar Haaren (NBr.). Op 29 juli 1943 werd hij samen met leden van zijn groep gefusilleerd op de Leusderheide.
De verzetsgroep bestond naast Van den Berg uit de volgende strijders:
Anton Abbenbroek, Lex Althoff, Pim van Doorn, Fritjof Dudok van Heel, R. Hartogs, W. H. Hertly, Johan de Jonge Melly, E.A. Latuperisa, Adrien 'Broer' Moonen, W. Mulder, A.C.Th. van Rijn, Johan Schimmelpenninck, Jan van Straelen, Sieg Vaz Dias, Gerard Vinkesteijn en Bob Wijnberg.
Hij was getrouwd met Cornelia Johanna van den Berg-van der Vlis die na zijn dood bij haar broer in Leeuwarden ging wonen en daar begon met verzetsactiviteiten.

## Herdenking
Na de oorlog werd jhr. Van den Berg postuum onderscheiden met de Bronzen Leeuw per Koninklijk Besluit van 11 september 1952. Ook ontving hij postuum het Verzetsherdenkingskruis, evenals zijn vrouw.